# Sibirisk hagtorn
Sibirisk hagtorn (Crataegus sanguinea) är en rosväxtart som beskrevs av Pall.. Sibirisk hagtorn ingår i släktet hagtornar, och familjen rosväxter. Inga underarter finns listade i Catalogue of Life.

## Bildgalleri

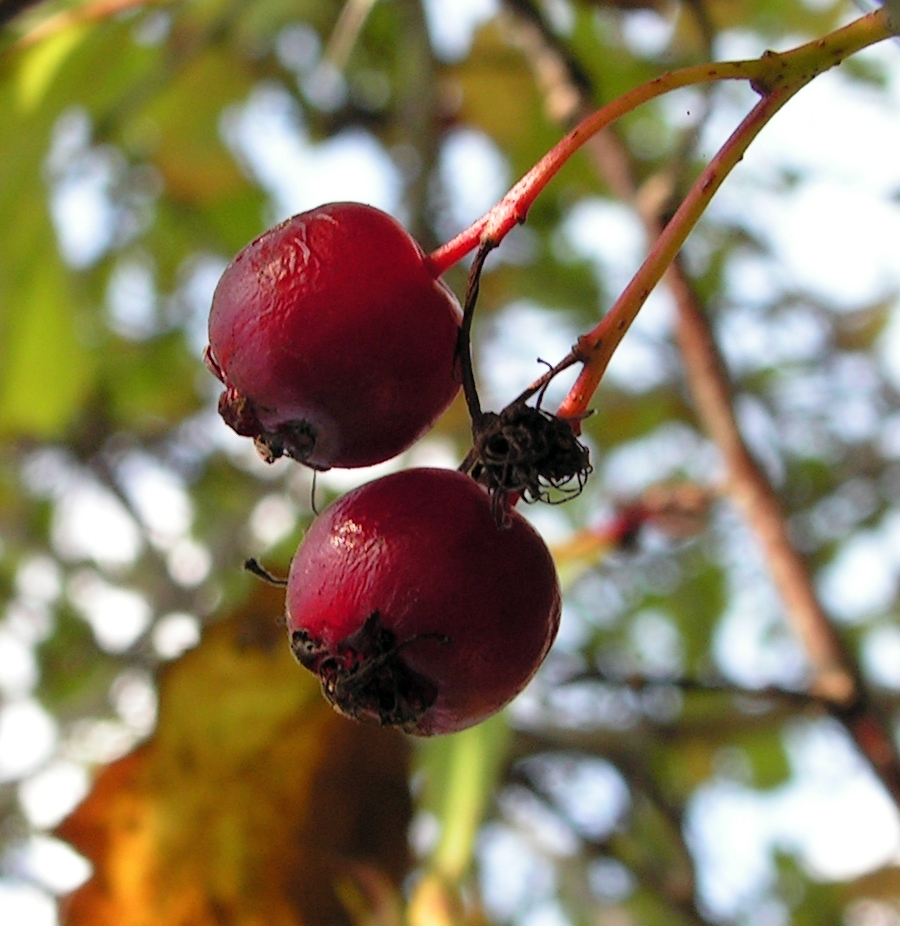